# Hymenogaster thwaitesii
Hymenogaster thwaitesii är en svampart som beskrevs av Berk. & Broome 1846. Hymenogaster thwaitesii ingår i släktet Hymenogaster och familjen Strophariaceae.   Inga underarter finns listade i Catalogue of Life.